# Reino de Hordaland
El reino de Hordaland es el antiguo nombre de una región histórica, antiguo reino de Noruega. Su territorio corresponde actualmente con el condado de Hordaland, fronterizo con Sogn og Fjordane, Buskerud, Telemark y Rogaland

## Etimología
Hordaland (nórdico antiguo: Hórðaland también Hórdafylki) fue el viejo nombre de la región que fue resucitado en tiempos modernos. El primer elemento es el genitivo plural de hǫrðar, el nombre de los Harudes, una antigua tribu germánica de Jutlandia, el segundo elemento significa 'tierra' o 'región'. Björn krepphendi en su poema Magnússdrápa, dedicado a Magnus III de Noruega, menciona al monarca como caudillo de los Hǫrðar (Hǫrða ræsir).

## Historia
La Noruega de la Era Vikinga estuvo dividida en pequeños reinos independientes gobernados por caudillos que gobernaban los territorios, competían por la supremacía en el mar e influencia política, y buscaban alianzas o el control sobre otras familias reales, bien de forma voluntaria o forzadas. Estas circunstancias provocaron periodos turbulentos y vidas heroicas como se recoge en la saga Heimskringla del escaldo islandés Snorri Sturluson en el siglo XIII. Los registros históricos sobre Hordaland se remontan a más de 1000 años. Desde el siglo VII, Hordaland fue un reino independiente bajo el Gulating y a partir de aproximadamente la década de 900 se le conoció como Hordafylke.